# 188年
| 千纪： | 1千纪                                                                                           |
| 世纪： | 1世纪 \| 2世纪 \| 3世纪                                                                         |
| 年代： | 150年代 \| 160年代 \| 170年代 \| 180年代 \| 190年代 \| 200年代 \| 210年代                       |
| 年份： | 183年 \| 184年 \| 185年 \| 186年 \| 187年 \| 188年 \| 189年 \| 190年 \| 191年 \| 192年 \| 193年 |
| 纪年： | 戊辰年（龙年）；东汉中平五年                                                                    |

## 大事记
- 涼州叛軍王國包围陈仓，汉灵帝下诏命皇甫嵩为左将军，统率前将军董卓前去抵抗，最終王國未能攻破陳倉。
- 東漢朝廷派遣中郎將孟益率領騎都尉公孫瓚討伐張純等人，但公孫瓚過於深入，後援無以為繼，反為丘力居等圍於遼西管子城二百餘日，公孫瓚糧盡，士兵潰散。
- 汉灵帝中平五年（188年），朝政权衰落天下大乱之时，刘焉向朝廷提出了一个影响三国历史的重大建议，即用宗室、重臣为州牧，在地方上凌驾于刺史、太守之上，独揽大权以安定百姓，史称“废史立牧”。朝廷采纳了这一建议，但是结果却造成了各地割据军阀的形成，包括刘焉在内的州牧上任后基本就不再受朝廷的控制。
- 南匈奴國內發生政變，羌渠被殺，須卜骨都侯被擁立為單于，於夫羅率眾赴漢申訴苦情，其後一直留居漢地。雖然於夫羅欲回故地，卻得不到漢庭准許。

## 各国领袖

### 非洲
- 库施
  - 国王：Aritenyesbokhe（175年－190年）

### 亚洲
- 中国
  - 东汉：
    - 皇帝：汉灵帝（168年－189年）
- 朝鲜
  - 百济：
    - 国王：肖古王（166年－214年）

  - 高句丽：
    - 国王：故国川王（179年－197年）

  - 新罗：
    - 国王：伐休尼师今（184年－196年）

### 欧洲
- 高加索伊比里亚
  - 国王：阿姆扎斯普二世（185年－189年）
- 罗马帝国
  - 皇帝：康茂德（177年－192年）

### 中东
- 奥斯若恩
  - 国王：Abgar IX（177年－212年）
- 安息
  - 国王：沃洛吉斯四世（147年－191年）

## 逝世
- 郤儉，東漢末年益州刺史。
- 羌渠，南匈奴單于。